# Денщик, Валерий Анатольевич
Валерий Анатольевич Денщик (14 марта 1956 — 16 января 2010) — украинский природоохранитель. Кандидат биологических наук, ихтиолог, эколог.

## Биография
В 11 лет осиротел. Окончил Харьковский государственный университет в 1978 году. С 1983 г. работал в Луганском пединституте (ныне Луганский национальный университет имени Т. Шевченко), где преподавал на кафедре зоологии, а после объединения ряда кафедр (в 1997 г.) — на кафедре биологии. Был в аспирантуре (диссертация 1994 г.) и в докторантуре (ок. 2002—2005 г.) при Институте зоологии им. И. Шмальгаузена НАН Украины. Работал в течение 1-2 лет в г. Керчь. Последние 5-7 лет постоянно проживал и работал в Луганске. Отец двоих детей. Сын В. А. Денщика — Андрей — работает в той же области, что и отец : ихтиологом и экологом в Луганской областной рыбинспекции.

## Научные исследования и педагогическая деятельность
Денщик начинал свою профессиональную деятельность как зоолог. Он хорошо знал фауну и в течение более 10 лет подробно исследовал среднее течение Северского Донца. Эти исследования стали основой его диссертации, защищенной в Институте зоологии НАН Украины 1994 по теме «Фауна рыб бассейна среднего течения Северского Донца». После защиты диссертации Денщик перешёл на работу в Луганский пединститут (ныне Луганский национальный университет имени Тараса Шевченко), где преподавал зоологию на кафедре биологии естественно-географического факультета. В качестве дополнительной нагрузки и на общественных началах ок. 5 лет был заведующим биостанции «Ново-Ильенко». Организовал издание «Красной книги растений Луганской области», которая была издана на его собственные средства. Одним из первых на Украине занялся работой по созданию кадастров живой природы с применением компьютерных технологий. Поступил в докторантуру в Институт зоологии НАНУ (руководитель — консультант проф. Игорь Акимов). Однако вскоре, получив приглашение на работу в г. Керчь, покинул докторантуру и поехал туда, где занимал должность директора Южного научно-исследовательского института морского рыбного хозяйства и океанографии. Эта работа, близкая по специальности (ихтиология), оказалась тяжелой по содержанию и очень отдаленной от ихтиологии. Поэтому примерно через год он покинул это место и вернулся в Луганск. При зоологическом музее ЛНУ (в одном из подсобных помещений) долгое время сохранялась коллекция рыб из бассейна Донца, в целом около 320 банок образцов, собранная Денщиком при подготовке им кандидатской диссертации. Эта коллекция была совершенно заброшена и были риски её потери. В мае 2009 г., когда В. А. был очень больным и сообщил коллегам, что к ней уже никогда не собирается возвращаться, стал вопрос о дальнейшей судьбе этого научного наследия. Наконец, по договоренности И. Загороднюка (зоолога из этого же университета) с киевскими коллегами и при согласии В. А. Денщика и руководства университета эту коллекцию в полном объёме передали на хранение вместе с журналом учёта образцов в ихтиологический фонд Национального научно-природоведческого музея НАН Украины.

### Научные труды
Автор научных статей, методических пособий и справочников. Перечень работ приводится по базе данных И. Загороднюка в хронологическом порядке:
- Денщик В. А., Самчук Н. Д. Находки многоиглой колюшки южной — Pungitius platygaster platygaster (Kessler) в басейне Северского Донца // Вестн. зоологии. — 1990. — № 6. — С. 39.
- Мовчан Ю. В., Денщик В. А. Первая находка гольяна обыкновенного — Phoxinus phoxinus (Linnaeus) (Pisces, Cyprinidae) в бассейне Северского Донца // Вестн. зоологии. — 1992а. — № 1. — С. 84.
- Мовчан Ю. В., Денщик В. А. Первая находка тюльки — Clupeonella cultriventris (Nordmann) (Pisces, Cyprinidae) в бассейне Северского Донца // Вестн. зоологии. — 1992. — № 2 — С. 86.
- Денщик В. А. Современное состояние фауны рыб бассейна среднего течения Северского Донца: Автореф. дис. … Канд. биол. наук / Институт зоологии НАН Украины. — Специальность 03.00.08 — зоология. — Киев, 1994. — 24 с.
- Денщик В. А. Фауна рыб бассейна среднего течения Северского Донца. — Киев, 1994. — 40 с. (Препринт / НАН Украины. Институт зоологии).
- Денщик В. А. Состояние фауны рыб как показатель общей экологической обстановки Донбасса и прилежащих территорий // Вестник зоологии. — 1996. — № 1-2. — С. 27-37.
- Денщик В. А. Игла черноморская (Syngnatus nigrolineatus Eichwald) в бассейне Северского Донца // Вестн. зоологии. — 1997. — № 1-2. — С. 32.
- Денщик В. А. Рыбохозяйственный кадастр как основа инвентаризации фауны рыб (на примере бассейна среднего течения Северского Донца) // Перспективы пресноводной аквакультуры в Центральной и Восточной Европе: достижения и перспективы. Материалы международной научно — практической конференции 18-21 сентября 2000 г. — Киев, 2000. — С. 172−174.
- Панченко С. Г., Самчук Н. Д., Денщик В. А. Современное состояние фауны позвоночных Луганской области // Вестн. Луган. гос. пед. университета имени Тараса Шевченко. — 2000. — № 3. — С. 161—179.
- Денщик В. А., Сулик В. Г. Список позвоночных Луганской области (Справочник — пособие для студентов естественно — географического факультета). — Луганск, 2000. — 50 с.
- Сулик В. Г., Денщик В. А. Огарь на востоке Украины // Вестн. Луганского пед. ун-та. 2000. — № 11. — С. 72-76.
- Денщик В. А., Косогова Т. М., Сулик В. Г., Маслова В. Г. Флора и фауна заказника «Слоев Угол» // Заповедное дело в Украине на рубеже тысячелетий (Мат-лы Всеукр. Общ — теор. и научно-практической. конф.). — Канев, 1999. — С. 116—117.
- Кононов И. Ф., Кононова Н. Б., Денщик В. А. Кризис и самоорганизация. Шахтёрские города и поселки Донбасса в период реструктуризации угольной промышленности: социальное и экологическое измерения. — Луганск: Альма-матер, 2001. — 144 с. (раздел, написанный В. денщика : «Экологические последствия массового закрытия шахт в Луганской области»)
- Редкие растения Луганской области (справочник). — Луганск, 2002. — 20 с.
- Денщик В. А. Характеристика структур, ответственных за контроль и управление рыбным хозяйством Сиваш перечень региональных добывающих организаций : Аналитический отчет по проекту «Сиваш». — 2003. — 24 с.
- Решение № 32/ 21 от 03.12.2009 г. Об утверждении Перечня видов растений, не занесено в Красную книгу Украины, подлежащих особой охране на территории Луганской области
- Денщик В., Рыбников С., Рыбникова Н. Некоторые формальные методы повышения прозрачности процедуры оперативного финансирования природоохранных мероприятий // Ответственное экономика (научно-популярный альманах). — 2010. — Выпуск 2. — С. 57-64.